# Marcel Pistre
Pour les articles homonymes, voir Pistre.
 (mars 2012).
Si vous disposez d'ouvrages ou d'articles de référence ou si vous connaissez des sites web de qualité traitant du thème abordé ici, merci de compléter l'article en donnant les références utiles à sa vérifiabilité et en les liant à la section « Notes et références ».
Marcel Pistre est un peintre français, d'abord figuratif puis abstrait, né à Bordeaux (Gironde) le 30 juillet 1917 et mort dans cette même ville le 13 juillet 1979 d'une crise cardiaque.
Il a principalement travaillé l'huile sur toile ou sur bois, utilisant essentiellement le bleu, dans une peinture abstraite, élégante, discrète et toujours raffinée.

## Biographie
Né à Bordeaux en Gironde, Marcel Pistre est issu d'un milieu bourgeois et cultivé. Il meurt le 13 juillet 1979 d'une crise cardiaque. Il a mené deux vies parallèles : directeur commercial aux laboratoires Thérapix et peintre. Il abandonne ses fonctions de cadre supérieur le 31 mars 1978 afin de se consacrer entièrement à la peinture.

## Expositions personnelles
- 1959 à 1964 : Paris, Galerie du Damier
- 1962 à 1971 : Toulouse, Galerie At Home
- 1974 : Toulouse, Galerie Protée